# Myttiö
Myttiö är en ö i Finland. Den ligger i sjön Kuolimo och i kommunen Savitaipale i den ekonomiska regionen  Villmanstrands ekonomiska region  och landskapet Södra Karelen, i den södra delen av landet, 180 km nordost om huvudstaden Helsingfors. Öns area är 17,3 hektar och dess största längd är 0,7 kilometer i sydöst-nordvästlig riktning.